# Кызылуюм
Кызылуюм (каз. Қызылұйым) — село в Енбекшильдерском районе Акмолинской области Казахстана. Входит в состав Ульгинского сельского округа. Код КАТО — 114547500.

## География
Село расположено возле озера Жукей, в западной части района, на расстоянии примерно 13 километров (по прямой) к западу от административного центра района — города Степняк, в 8 километрах к юго-западу от административного центра сельского округа — аула Ульги.
Абсолютная высота — 389 метров над уровнем моря.
Ближайшие населённые пункты: село Карловка — на западе, село Жукей — на севере (через озеро), аул Ульги — на северо-востоке.

## Население
В 1989 году население села составляло 201 человек (из них казахи — 100 %).
В 1999 году население села составляло 238 человек (128 мужчин и 110 женщин). По данным переписи 2009 года, в селе проживал 221 человек (114 мужчин и 107 женщин).
| Численность населения | Численность населения | Численность населения |
| 1989                  | 1999                  | 2009                  |
| --------------------- | --------------------- | --------------------- |
| 201                   | ↗238                  | ↘221                  |

## Улицы[5]
- ул. Кишкенеколь
- ул. Орталык